# Bermuda a 2020. évi nyári olimpiai játékokon
Bermuda a japán Tokióban megrendezett 2020. évi nyári olimpiai játékok egyik részt vevő nemzete. Az országot 2 sportágban 2 sportoló képviselte, akik összesen 1 érmet szereztek. Az ország történetének első olimpiai aranyérmét triatlonban Flora Duffy nyerte 2021. július 27-én. Bermuda az első százezer alatti lakosú ország lett, amely olimpiai aranyérmet nyert.

## Evezés
Férfi
| Versenyző     | Versenyszám  | Előfutam | Előfutam | Vigaszág | Vigaszág | Negyeddöntő | Negyeddöntő | Elődöntő | Elődöntő | Elődöntő | Döntő | Döntő   | Döntő | Helyezés |
| Versenyző     | Versenyszám  | Idő      | Hely.    | Idő      | Hely.    | Idő         | Hely.       | Típus    | Idő      | Hely.    | Típus | Idő     | Hely. | Helyezés |
| ------------- | ------------ | -------- | -------- | -------- | -------- | ----------- | ----------- | -------- | -------- | -------- | ----- | ------- | ----- | -------- |
| Dara Alizadeh | Egypárevezős | 7:34,96  | 4.       | 7:35,90  | 2.       | 7:35,73     | 5.          | C/D      | 7:11,14  | 3.       | C     | 7:09,91 | 6.    | 18.      |

## Triatlon
| Versenyző   | Versenyszám | 1,5 km úszás | Depózás 1 | 43 km kerékpározás | Depózás 2 | 10 km futás | Összesítés | Összesítés |
| Versenyző   | Versenyszám | Idő          | Idő       | Idő                | Idő       | Idő         | Idő        | Helyezés   |
| ----------- | ----------- | ------------ | --------- | ------------------ | --------- | ----------- | ---------- | ---------- |
| Flora Duffy | Női         | 18:32        | 0:41      | 1:02:49            | 0:34      | 33:00       | 1:55:36    |            |